# Julie Plank
Julie Plank (ur. 1 października 1961 w Columbus) – amerykańska koszykarka uczelniana, następnie trenerka koszykarska.
W 2017 został zaliczona do galerii sław sportu swojej byłej szkoły średniej Bishop Hartley Hall Of Fame.

## Osiągnięcia
Na podstawie, o ile nie zaznaczono inaczej.

### Zawodnicze
NCAA
- Mistrzyni:
  - turnieju konferencji Big 10 (1982)
  - sezonu zasadniczego konferencji Big 10 (1982, 1983)
- Uczestniczka rozgrywek turnieju NCAA (1982)

### Trenerskie
Indywidualne
- Zaliczona do Koszykarskiej Galerii Sław Ohio (2021)

Asystentka
- Mistrzostwo:
  - olimpijskie (2000)
  - NCAA (1990, 1992)
  - sezonu zasadniczego konferencji Pac-West/Pac-10 (1989–1995)
- Wicemistrzostwo WNBA (2013)
- Rozgrywki:
  - NCAA Final Four (1990–1992, 1995)
  - Elite 8 turnieju NCAA (1989–1992, 1994, 1995)
  - Sweet 16 turnieju NCAA (1988–1995)